# Unlovable (canção)
"Unlovable" é uma música do cantor australiano Darren Hayes, parte de seu segundo álbum The Tension and the Spark.

## Composição
A letra da música fala de um relacionamento que termina de forma conturbada e traumática. Segundo Darren, a música surgiu de um poema e de uma carta que nunca foi enviada. O cantor também revolou que os vocais da faixa foram gravados de uma vez só e o que está cantado no álbum foi a primeira gravação de voz feita para a música.

## Lançamento
Em dezembro de 2004, Hayes lançou a música como single promocional, por download digital gratuito em seu site oficial, em uma versão inédita acústica. 

## Videoclipe
Posteriormente, em 2006, foi lançado um videoclipe da faixa, para promoção do DVD Too Close For Comfort Tour Film, lançado na ocasião pelo cantor. A versão contida no clipe é a mesma do álbum The Tension and the Spark, mas editada numa duração menor. O vídeo traz imagens de bastidores contidas no DVD, gravadas durante a primeira turnê solo do cantor.

## Single Digital
- Internacional

1. "Unlovable" (Acoustic)